# Fruktduvor
Fruktduvor (Ptilinopus) är ett släkte med duvor i familjen Columbidae. De är färgstarka och till största delen fruktätande fåglar som förekommer i skogsbiotoper i Sydostasien och Oceanien. Flera är hotade eller redan utdöda. 
Släktet omfattar traditionellt ett 50-tal arter. Resultat från genetiska studier visade att arterna inom släktet inte är varandras närmaste släktingar, där blåduvorna i Alectroenas och tofsbent fruktduva (Drepanoptila) är inbäddade. Det har medfört att släktena Ramphiculus och Megaloprepia har urskilts ur Ptilinopus, samtidigt som tofsbent fruktduva istället lyfts in i släktet. Ptilinopus i begränsad mening består därför av följande arter:
- Svartryggig fruktduva (P. cinctus)
- Svartbandad fruktduva (P. alligator)
- Rödnackad fruktduva (P. dohertyi)
- Sundafruktduva (P. porphyreus)
- Rosafläckig fruktduva (P. perlatus)
- Praktfruktduva (P. ornatus)
- Vanuatufruktduva (P. tannensis)
- Orangepannad fruktduva (P. aurantiifrons)
- Bandafruktduva (P. wallacii)
- Purpurkronad fruktduva (P. superbus)
- Pastellfruktduva (P. perousii)
- Pohnpeifruktduva (P. ponapensis)
- Kosraefruktduva (P. hernshiemi)
- Tongafruktduva (P. porphyraceus)
- Palaufruktduva (P. pelewensis)
- Rarotongafruktduva (P. rarotongensis)
- Marianerfruktduva (P. roseicapilla)
- Rosenkronad fruktduva (P. regina)
- Silverhättad fruktduva (P. richardsii)
- Raiateafruktduva (P. chrysogaster)
- Tahitifruktduva (P. purpuratus)
- Makateafruktduva (P. chalcurus)
- Atollfruktduva (P. coralensis)
- Rödbukig fruktduva (P. greyi)
- Rapafruktduva (P. huttoni)
- Vitkronad fruktduva (P. dupetithouarsii)
- Marquesasfruktduva (P. mercierii) – utdöd
- Hendersonfruktduva (P. insularis)
- Diademfruktduva (P. coronulatus)
- Karmosinkronad fruktduva (P. pulchellus)
- Blåkronad fruktduva (P. monacha)
- Vitbandad fruktduva (P. rivoli)
- Geelvinkfruktduva (P. speciosus)
- Gulbandad fruktduva (P. solomonensis)
- Rödstrupig fruktduva (P. viridis)
- Vithuvad fruktduva (P. eugeniae)
- Orangebukig fruktduva (P. iozonus)
- Knölnäbbad fruktduva (P. insolitus)
- Gråhuvad fruktduva (P. hyogastrus)
- Vårtfruktduva (P. granulifrons)
- Svartnackad fruktduva (P. melanospilus)
- Dvärgfruktduva (P. nainus)
- Negrosfruktduva (P. arcanus)
- Orange fruktduva (P. victor)
- Gyllenfruktduva (P. luteovirens)
- Kandavufruktduva (P. layardi)
- Tofsbent fruktduva (P. holosericea)

Arter som tidigare placerats i Ptilinopus:
- Rödbröstad fruktduva (Megaloprepia formosa)
- Wompoofruktduva (Megaloprepia magnifica)
- Ockrabröstad fruktduva (Ramphiculus occipitalis)
- Luzonfruktduva (Ramphiculus marchei)
- Gräddbukig fruktduva (Ramphiculus merrilli)
- Maskfruktduva (Ramphiculus fischeri)
- Jambufruktduva (Ramphiculus jambu)
- Kastanjestrupig fruktduva (Ramphiculus gularis)
- Banggaifruktduva (Ramphiculus subgularis)
- Sulafruktduva (Ramphiculus mangoliensis)
- Svartstrupig fruktduva (Ramphiculus leclancheri)